# パナソニックベースボールスタジアム
パナソニックベースボールスタジアムは、大阪府枚方市にある野球場。パナソニック野球部が練習場として使用している。

## 概要・歴史
松下電器野球部時代の1962年（昭和37年）に松下球場（まつしたきゅうじょう）として寝屋川市に開設され、1977年（昭和52年）に枚方市へ新築移転した。寝屋川市の跡地は寝屋川市立第九中学校の建設用地として転用された。開場以来、同野球部の練習場として使用されている他、社会人野球の公式戦の一部が開催されている。また阪神甲子園球場で高校野球の全国大会が開催される期間には、出場校の練習場としても使用されている（後述）。
2008年（平成20年）10月1日、松下電器産業のパナソニックへの社名変更に伴い、パナソニックベースボールスタジアムと改称された。
両翼93mとやや狭いが、その分フェンスが4mと非常に高く、ここでセンター越えのホームランを打つのは至難の業である。
客席はプラスチック製ベンチであり、一部破損しているものもある。球場入り口に近い一塁側の方がやや観覧スペースが広く取られている。

## 施設概要
- 両翼：93m、中堅：122m
- 内野：クレー舗装、外野：天然芝
- スコアボード：パネル式（選手名は守備番号のみで表示）
- 収容人数：約100人

## エピソード
- 春・夏の高校野球シーズンには、パナソニック野球部の練習と並行して、甲子園出場校の練習に貸し出されているが、「パナソニックスタジアムで練習した学校は甲子園で好成績を残す」というジンクスがある[要出典]。このため、甲子園出場が決まるとパナソニック野球部には出場校から練習用のグラウンド貸し出し依頼が殺到するという。
- 1983年（昭和58年）まで全国高等学校野球選手権大阪大会の会場として使用された[2]。

## 交通
- 国道1号線枚方バイパス沿いにあり、京阪本線枚方市駅から京阪バスで停留所2つと交通アクセスに恵まれている（ただし、自家用車での来場は禁止されている）。
- 枚方市駅南口2番バスのりばから京阪バス各路線で「変電所前」で下車後徒歩約5分